# Lorenz Mikoletzky
Lorenz Mikoletzky (* 12. Mai 1945 in Wien) ist ein österreichischer Archivar und Historiker mit Schwerpunkt Neuere Geschichte und Zeitgeschichte. 1994 bis 2011 war er Generaldirektor des Österreichischen Staatsarchivs. Aktuell fungiert er als Präsident der Heraldisch-Genealogischen Gesellschaft „Adler“.

## Werdegang
Lorenz Mikoletzky wuchs in der Josefstadt auf. Er besuchte das Piaristengymnasium und maturierte 1964 dort. Der Sohn des Historikers Hanns Leo Mikoletzky studierte von 1964 bis 1969 Geschichte und Klassische Archäologie an der Universität Wien. Nach der Promotion 1969 trat er in das Österreichische Staatsarchiv ein. Dort wurde er am 1. Februar 1991 zum Direktor der Abteilung Allgemeines Verwaltungsarchiv ernannt. Vom 1. Juli 1994 bis zum 31. Dezember 2011 war er Generaldirektor des Österreichischen Staatsarchivs und Leiter des Archivamtes.
Im Januar 1993 wurde er zum Honorarprofessor für Neuere Geschichte Österreichs an der Universität Wien ernannt. Er ist Geschäftsführender Vizepräsident des Verbandes österreichischer Historiker und Geschichtsvereine und Vorstandsmitglied der Kommission für Neuere Geschichte Österreichs. Von 1998 bis 2003 war er stellvertretender Vorsitzender der Historikerkommission der Republik Österreich.

## Ehrungen
- 1. Juli 1991: Ernennung zum Hofrat
- 2006: Großes Silbernes Ehrenzeichen für Verdienste um die Republik Österreich[3]
- 2006: Goldenes Ehrenzeichen für Verdienste um das Land Wien[4]
- 7. November 2011: Verdienstkreuz 1. Klasse der Bundesrepublik Deutschland
- Ehrenmitglied der Historischen Kommission des Großherzogtums Luxemburg
- Ehrenmitglied des Verbandes rumänischer Archivare

## Publikationen (Auswahl)
- Österreich 1938–1945. Dokumente, Archiv Verlag, Wien 2006 (Hrsg. mit Brigitte Bailer-Galanda und Roman Sandgruber).
- Franz Grillparzer, Bundeskanzleramt, Wien 1990.
- Kaiser Joseph II., Muster-Schmidt, Göttingen 1979 und 1990.
- Archivkunde, Österreichische Nationalbibliothek, Wien 1981.